# Bevezetés a megismeréstudományba
A Bevezetés a megismeréstudományba című kötet Pléh Csaba 1994 tavaszán a Miskolci Egyetemen tartott előadásait, valamint az ELTE-n 1995 őszén tartott előadásait foglalja össze.
"A megismeréstudomány nem valamiféle külön területet fed le a világ kertjéből, inkább egyfajta hozzáállás, mely mindenütt az ismeret rendezésére és szerveződésére kérdez rá. A könyv alapkérdése, hogy vajon kezelhető-e az emberi gondolkodás úgy, mint állandó források sorozata, vagy éppen az evolúciós történetből, az agy felépítéséből és a kultúrából kell kiindulnunk a megismerő ember megértéséhez.
A kognitív tudomány emberi és tudományos üzenete: egy másik fordítás igénye. A könyv célja a széttöredezett tudás mesterséges határainak átlépése, a tudományos racionalizmus megtartásával."

## Fogadtatás
- összegyűjtött recenziók
- recenzió (ÉS, 1998. június 19.)

"Pléh Csaba, a megismeréstudomány (kognitív tudomány) magyarországi apostola tankönyvében bemutatja az új tudomány fogalmi keretét, alternatív módszertani apparátusait, irányzatait. A megismeréstudomány bizonyos értelemben emlékeztet a fél évszázaddal ezelőtti kibernetikára. Akkor úgy tűnt, a számítógépek mágneses alapelemei, a ferritgyűrűk viselkedése bizonyos szempontból emlékeztetek az idegsejtekre, másrészt durván szólva az idegrendszer és a számítógépek akkori matematikai elméletei lényegében egymással ekvivalensek voltak.
A kognitív szemlélet születését és önállósodását két irányzat is elősegítette, a kognitív pszichológia és a mesterséges intelligencia kutatások. Az előző a pszichológia megismeréssel, tanulással, a külvilág ingereinek feldolgozásával foglalkozó ága. Egzakt módszerekkel (például reakcióidő mérésével, memóriatesztek statisztikai kiértékelésével) próbálja mérni az információfeldolgozás egyes paramétereit, és a kísérleti eredményeket integráló modelleket állít fel. Utóbbi a számítástudomány és a logika egyik ágaként létrejött tudományág, amely általában emberi intelligenciát igénylőnek tekintett feladatok megoldására próbál algoritmusokat készíteni. A mesterséges intelligencia kutatás kezdeti sikerei, mint Russel és Whitehad híres Principia Mathematicájának egy tételének bizonyítása, vagy egy pszichiátert utánzó "beszélgető algoritmus" szerkesztése azt a (tév)képzetet sugallták, hogy a gépek ugyanúgy (vagy pontosabban ugyanazt) képesek csinálni, mint az ember.
A megismeréstudomány nagy paradigmái egyrészt a megismerő rendszerek felépítésére, illetve az információ feldolgozásának mechanizmusára vonatkoznak. Az első nagy paradigma, amely gépekre és élőlényekre is jól működőnek látszott lenni, a megismerő rendszereket soros felépítésűnek és soros működésűnek tekintette, vezérfonala pedig a szimbólumfeldolgozás volt. Ezen paradigma felfogása szerint a gondolkodás szimbólumból szimbólumot csinál. A kognitivisták fontos fogalma a reprezentáció, amely részben a külvilág belső ábrázolását jelenti. Ha sikerül valamit megfelelő módon szimbólumokkal reprezentálni, ezzel megtettük az első nagy lépést az információ feldolgozásához. A kognitív tudományoknak az újabb, a hálózatokba szerveződő struktúrákon alapuló, és a párhuzamos feldolgozást hangsúlyozó konnekcionista paradigmáa új megvilágításba helyezte természetes és mesterséges értelem kérdéskörét.
Pléh Csaba világos szerkezetű, olvasmányos könyvében történetileg is kijelöli a helyét a szimbólumfeldolgozó és a konnekcionista paradigmáknak, ráadásul azokat filozófiai és biológiai perspektívából is elemzi. A könyv kikerülhetetlen a témakör iránt valamennyire is érdeklődők számára."

## Kiadásai
- Bevezetés a megismeréstudományba; Typotex, Bp., 1998 (Test és lélek) ISBN 9637546960
- Bevezetés a megismeréstudományba; Typotex, Bp., 2003 (Test és lélek)

## A könyvből

### Tartalomjegyzék
1. Előszó
2. A megismeréstudomány (kognitív tudomány) helye. Fogalmi kérdések
3. A kognitív kutatás klasszikus szemlélete
4. A szimbólumfeldolgozó gondolkodás néhány részlete
5. A szimbólumfeldolgozó felfogás inherens bírálata
6. A reprezentáció fogalma a kognitív tudományban
7. A reprezentáció "szigorúbb" fogalma
8. Gondolkodnak-e a gépek?
9. A konnekcionista alternatíva
10. A modulok parlamentje
11. Biológiai alternatívák
12. A tudat kérdése a kognitív tudományban